# Герчев, Марин
Марин Герчев (род. 10 ноября 1953) — болгарский самбист и борец вольного стиля, серебряный призёр Универсиады по вольной борьбе, призёр чемпионатов Европы и мира по самбо и вольной борьбе, обладатель Кубка мира по самбо, бронзовый призёр соревнований Дружба-84 по самбо. По самбо выступал в супертяжёлой весовой категории (свыше 100 кг). Тренером Герчева был Янчо Патриков.